# Muzeum Biblii (Tel Awiw)
Muzeum Biblii (hebr. ‏בית התנ"ך‎; ang. Bible Museum) – muzeum położone w osiedlu Lew ha-Ir w zachodniej części miasta Tel Awiw, w Izraelu. Znajduje się ono w historycznym budynku Domu Dizengoffa. Muzeum prezentuje kolekcję zbiorów dotyczących historii narodu żydowskiego, która jest nierozerwalnie związana z Biblią.

## Historia
Gdy w 1971 Muzeum Sztuki Tel Awiwu wyprowadziło się z Domu Dizengoffa do swojej nowo wybudowanej siedziby przy 27 Shaul Hamelech Blvd., budynek ten został zamknięty. W następnym roku Dawid Ben Gurion wykupił to historyczne miejsce i ogłosił utworzenie pierwszej instytucji badawczej Biblii w Izraelu. Budynek został przekazany Towarzystwu Biblijnemu, które otworzyło w nim pierwsze pomieszczenie Muzeum Biblii. Instytucja ta utrzymywała się z własnych środków finansowych, bez wsparcia ze strony miasta i państwa. Z tego powodu budynek podupadł i znajdował się w bardzo złym stanie technicznym.
W 1978, w 30. rocznicę powstania państwa Izraela, postanowiono odremontować historyczną Salę Niepodległości i udostępnić ją zwiedzającym. Dzięki temu zapewniono środki na utrzymanie budynku.

## Zbiory muzeum
Muzeum zajmuje parter i część drugiego piętra w Domu Dizengoffa. Zbiory są pogrupowane w dwóch tematycznych wystawach:
- Biblia w Sztuce – obejmuje obrazy, rzeźby i ceramikę;
- Biblia w Druku – obejmuje apokryfy, książki historyczne o tematyce biblijnej, książki krytyczne, mapy geograficzne, zdjęcia, eksponaty archeologiczne, a także zbiory legend związanych z Biblią.

Muzeum organizuje we współpracy ze Stowarzyszeniem Malarzy i Rzeźbiarzy doroczną wystawę „Malarze Izraela malują Biblię”, a także we współpracy z Ministerstwem Edukacji i Kultury wystawę „Dzieci Izraela malują Biblię”. Podczas tych wystaw prace swoje prezentują artyści izraelscy i zagraniczni. Natomiast wystawa dla dzieci przeznaczona jest dla wszystkich dzieci, także nie-religijnych. Podczas wystawy dzieci mają możliwość otrzymania swojej pierwszej Biblii.
W muzeum organizowane są także regularne miesięczne wykłady o tematyce biblijnej